# Борисов, Денис Иванович
Дени́с Ива́нович Бори́сов (род. 18 июля 1978, гор. Уфа) — российский учёный-математик, специалист в области асимптотического анализа, теории возмущений и спектральной теории. Доктор физико-математических наук, профессор РАН (2016). 

## Биография
Родился в 1978 году.
В 2000 году с отличием окончил математический факультет Башкирского государственного университета (БашГУ, ныне Уфимский университет науки и технологий), Уфа. Затем обучался в аспирантуре Башкирского государственного педагогического университета им. М. Акмуллы (БГПУ), защитил кандидатскую диссертацию «Асимптотические разложения собственных элементов оператора Лапласа с частой сменой типа граничных условий» (2003, рук. — профессор Р. Р. Гадыльшин). В 2008 году стал доктором наук, тема диссертации: «Спектры дифференциальных операторов с геометрическими, разбегающимися, локализованными и сингулярными возмущениями» (специальность «дифференциальные уравнения»).
В настоящее время (с 2011) — ведущий научный сотрудник Института математики ВЦ Уфимского научного центра РАН (ИМВЦ УНЦ РАН). Одновременно (с 2009) — профессор кафедры математики и статистики БГПУ им. М. Акмуллы.
Периодически работал за рубежом: в Университете гор. Штутгарта в Германии (ноябрь 2003 — апрель 2004), в Институте ядерной физики Чешской АН в гор. Ржеже (ноябрь 2005 — апрель 2007), в Техническом университете гор. Хемница в Германии (май 2007 — сентябрь 2007). С 2015 года помимо работы в Уфе числится научным сотрудником природоведческого факультета Университета Градца Кралове, Чехия.

## Научные интересы, достижения
Области научных интересов Д. И. Борисова — асимптотический анализ для задач математической физики, теория усреднения, спектральная теория линейных операторов, теория волноводов, PT-симметричные операторы.
Автор более 100 публикаций. Некоторые из них:
- Д. И. Борисов. Асимптотики и оценки собственных элементов Лапласиана с частой непериодической сменой граничных условий // Известия РАН. Серия математическая. 2003. Т. 67. No. 6. C. 23-70.
- D. Borisov. Asymptotic behaviour of the spectrum of a waveguide with distant perturbation // Mathematical Physics, Analysis and Geometry. 2007. V. 10. No. 2. P. 155—196.
- Д. И. Борисов. О спектре двумерного периодического оператора с малым локализованным возмущением // Известия РАН. Серия математическая. 2011. Т. 75. № 3. С. 29-64.
- Д. И. Борисов, К. В. Панкрашкин. Открытие лакун и расщепление краев зон для волноводов, соединенных периодической системой малых окон // Математические заметки. 2013. Т. 93, № 5. С. 665—683.
- D. Borisov. The spectrum of two quantum layers coupled by a window // Journal of Physics A: Mathematical and Theoretical. 2007. V. 40. No. 19. P. 5045-5066.

## Признание и награды
Д. И. Борисов — трижды обладатель Медали РАН с премией для молодых учёных в области математики (2002, 2007, 2011), дважды лауреат Премии Европейской Академии (2003, 2008), лауреат Государственной республиканской молодежной премии Республики Башкортостан в области науки и техники за 2004 г. В 2005—2007 годах являлся получателем стипендии "Marie Curie International Fellowship". 
С 2016 года — носитель почётного учёного звания «Профессор РАН».